# Немачка ратна морнарица
Немачка морнарица ( немачки : Deutsche Marine ) или само маринац је назив за немачку морнарицу као део Оружаних снага Немачке ( Бундесвер ) . Тренутно има више од 18.000 војника.  Уласком Немачке у НАТО савез 1956. године је основана немачка ратна морнарица.

## Историја
Немачка морнарица вуче корене из  револуционарне ере 1848–52 . Прва немачка морнарица која је пловила под црно-црвено-златном заставом основана 14. јуна 1848. по наредби демократски изабраног франкфуртског парламента, кратко постојање ове морнарице је окончано неуспехом револуције и распуштена је 2. априла 1852, тако модерна морнарица данас слави свој рођендан 14. јуна.

### Операције
Немачки ратни бродови стално учествују у све четири поморске групе НАТО-а. Немачка морнарица је такође ангажована у операцијама против међународног тероризма као што је Операција Трајна слобода.
Тренутно највећа операција немачке морнарице у којој учествује је УНИФИЛ код обала Либана . Немачки допринос овој операцији су две фрегате, четири брза јуришна пловила и два помоћна брода. Поморска компонента УНИФИЛ-а била је под немачком командом. 

## Опрема

### Бродови
Укупно, у немачкој морнарици има око 65 бродова, укључујући; 11 фрегата, 5 корвета, 2 миноловца, 10 миноловаца, 6 подморница, 11 допунских бродова и 20 разних помоћних пловила. Депласман морнарице је 220.000 тона.

Бродови немачке морнарице укључују:
4 фрегате Ф125 класе Баден-Вурттемберг
3 фрегате Ф124 Саксонија класа
4 фрегате Ф123 класе Бранденбург
5 корвета класе К130 (5 додатних јединица у производњи, планирано пуштање у рад од 2025.) 
6 подморница типа 212
Осим тога, немачка ратна морнарица и данска краљевска морнарица сарађују у „Пројекту Арк“. Овим споразумом пројекат Арк је постао одговоран за стратешки поморски транспорт немачких оружаних снага, где су три теретна брода и војни брод са пуним радним временом спремни за распоређивање. Поред тога, ови бродови су доступни и за употребу у другим европским земљама НАТО-а. Три брода имају комбиновану депласман од 60.000 тона. Укључујући ове бродове, укупни депласман бродова је 280.000 тона.

### Авиони
Поморско ваздушна грана немачке морнарице ( немачки: Маринефлигеркоммандо ).Управљ са 56 авиона, у мају 2021. године објављено је да немачка морнарица намерава да замени авион П-3Ц авионом Боеинг П-8 Посеидон МПА кроз ФМС споразум од 2025. године. 